# Болгария на зимних Олимпийских играх 1964
Болгария принимала участие в Зимних Олимпийских играх 1964 года в Инсбруке (Австрия) в шестой раз за свою историю, но не завоевала ни одной медали. Сборную страны представляли четыре женщины и трое мужчин.
Самым молодым участником болгарской сборной был 20-летний горнолыжник Петр Ангелов, самым старшим — 30-летний лыжник Стефан Митков.
Семь спортсменов соревновались в 2 видах спорта:
- лыжные гонки: лучший результат показали женщины в эстафете — 5 место.
- горнолыжный спорт: Петр Ангелов, уроженец Самокова, пробовал свои силы в скоростном спуске (60 место), слаломе (49 место) и гигантском слаломе (не вышел в финал).

### Лыжные гонки
Мужчины
| Event | Спортсмен       | Гонка          | Гонка |
| Event | Спортсмен       | Время          | Место |
| ----- | --------------- | -------------- | ----- |
| 15 км | Борислав Очушки | не финишировал | -     |
| 15 км | Стефан Митков   | 57:05.0        | 43    |
| 30 км | Борислав Очушки | 1’44:00.1      | 49    |
| 30 км | Стефан Митков   | 1’42:13.2      | 37    |
| 50 км | Борислав Очушки | 3’08:18.7      | 32    |
| 50 км | Стефан Митков   | 3’01:13.7      | 25    |

Женщины
| Event | Спортсменка       | Гонка   | Гонка |
| Event | Спортсменка       | Время   | Место |
| ----- | ----------------- | ------- | ----- |
| 5 км  | Надежда Михайлова | 21:18.9 | 28    |
| 5 км  | Надежда Василева  | 20:24.2 | 21    |
| 5 км  | Крастана Стоева   | 19:11.2 | 13    |
| 10 км | Надежда Михайлова | 47:45.2 | 28    |
| 10 км | Крастана Стоева   | 47:39.2 | 26    |
| 10 км | Роза Димова       | 46:53.1 | 22    |
| 10 км | Надежда Василева  | 46:10.8 | 20    |

Женская эстафета 3 x 5 км
| Спортсменка                                  | Гонка     | Гонка |
| Спортсменка                                  | Время     | Место |
| -------------------------------------------- | --------- | ----- |
| Роза Димова Надежда Василева Крастана Стоева | 1’06:40.4 | 5     |